# Тир, Ольга Владимировна
Ольга Владимировна Тир (род. 29 марта 1989, Магадан) — российская футболистка, нападающая красноярского «Енисея».

## Биография
В первой половине 2010-х годов выступала за команду «Дончанка» (Азов). В 2011 году стала серебряным призёром первой лиги, забив за сезон 13 голов. В высшей лиге России сыграла первый матч 1 апреля 2013 года против «Кубаночки», заменив на 74-й минуте Наталию Симакину, а первый гол забила 20 октября 2013 года в ворота «Зоркого». Всего за два неполных сезона (2012/13 и 2013) сыграла 22 матча и забила один гол в высшей лиге. Затем несколько лет играла в составе «Дончанки» в первой лиге, в 2014 году забила не менее 12 голов в чемпионате, в 2015 году отличилась хет-триком в матче с «Кубаночкой-М» (11:0). Становилась победительницей и призёром первого дивизиона России. В начале 2017 года выступала за мини-футбольный клуб «Зенит-Волгоград».
Летом 2017 года вернулась в высшую лигу, перейдя в клуб «Кубаночка», за два сезона сыграла 20 матчей и забила два гола. В начале 2019 года перешла в ижевское «Торпедо», прекратившее существование в конце сезона. В 2021 году перешла в «Енисей».